# Geneva (Washington)
Pour les articles homonymes, voir Geneva.
Geneva  est une census-designated place américaine de l'État de Washington dans le comté de Whatcom. 
La population était de 2 321 habitants en 2010.